# 德皇后 (后秦)
德皇后（?—?），姓名不详，後秦开国皇帝姚苌的母亲，丈夫是羌族首领姚弋仲。384年，姚苌背叛了前秦天王苻坚，建立了后秦，386年，尊父亲姚弋仲为景元皇帝。尊母亲为德皇后。